# Masse d'air (astronomie)
Cet article concerne le concept astronomique au sens large. Pour son application à l'énergie solaire, voir Masse d'air (énergie solaire). Pour les masses d'air en météorologie et climatologie, voir Masse d'air.

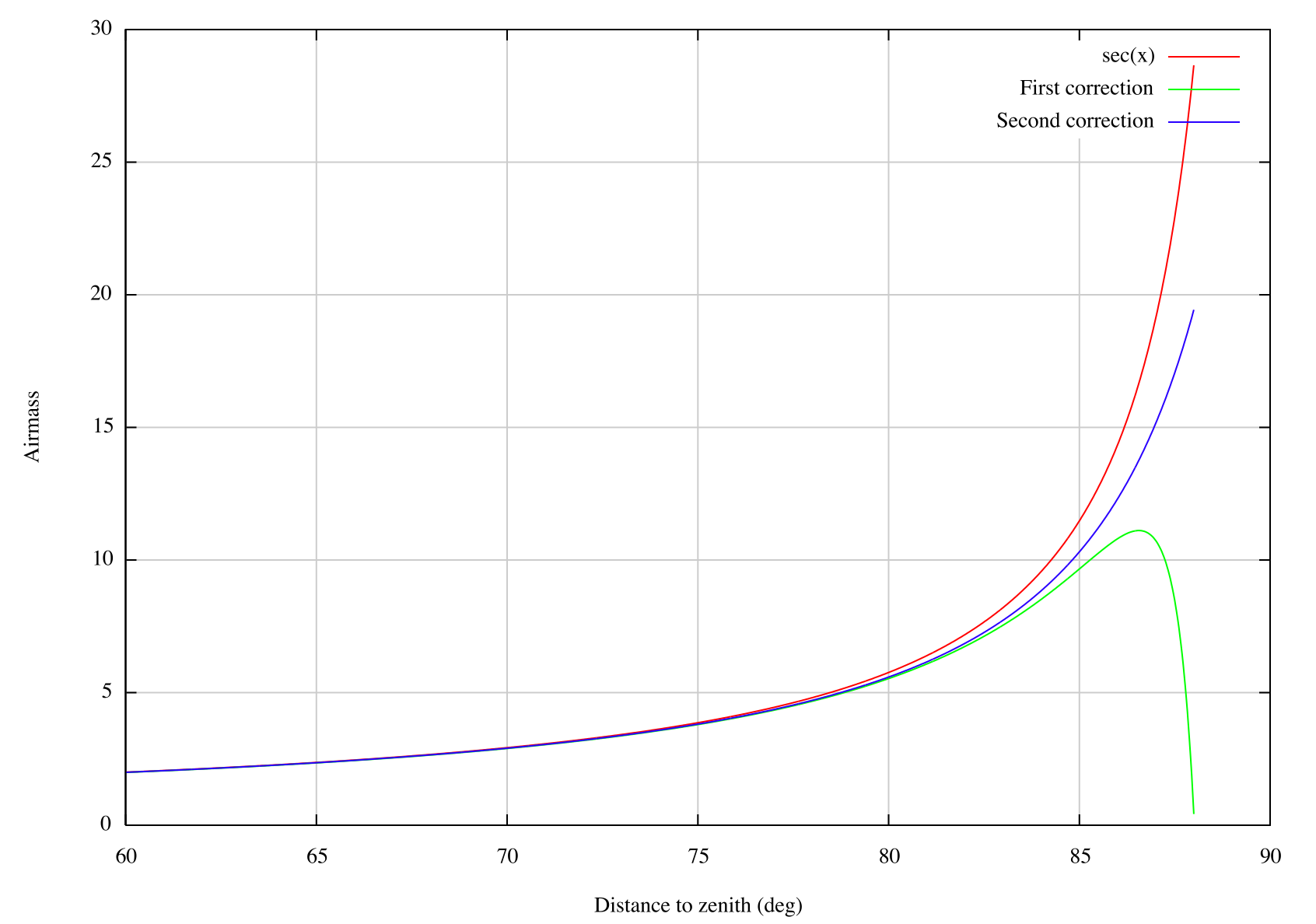
Rapport entre la masse d'air et la distance au zénith en degrés.

La masse d'air en astronomie est le rapport de la longueur du trajet dans l'atmosphère que les rayons lumineux provenant d'une source céleste doivent parcourir avant d'arriver au sol à un angle ou endroit donnés par rapport à la longueur du trajet que des rayons provenant du zénith au niveau de la mer. Il est considéré que la masse d'air normalisée au zénith et au niveau de la mer est égale à 1 et qu'une augmentation par l'angle entre la source et la position l'augmente pour atteindre une valeur d'environ 38 à l'horizon. La masse d'air peut être également inférieure à un à une altitude supérieure à niveau de la mer.
Dans certains domaines, tels que l'énergie solaire, et notamment l'énergie solaire photovoltaïque, la masse d'air est indiquée par l'acronyme AM et la valeur de la masse d'air est souvent donnée en ajoutant sa valeur à AM, de sorte que AM1 indique une masse d'air, AM2 indique deux masses d'air, etc. La zone au-dessus de l'atmosphère terrestre, où il n'y a pas d'atténuation atmosphérique du rayonnement solaire, est considérée comme « zéro masse d'air » (AM0).

## Description
Durant le trajet entre l'espace et le sol, le faisceau lumineux est atténué par l'absorption, dispersé par la diffusion et dévié par la réfraction. La réfraction ne joue qu'un rôle faible sur la distance parcourue dans l'atmosphère, sauf aux incidences rasantes ou en présence de gouttes d'eau et de cristaux de glace. Absorption et diffusion concourent à l'extinction atmosphérique, qui dépend non seulement de la distance parcourue mais aussi de la composition et de la pression de l'atmosphère traversée. Plus le trajet est important, plus l'atténuation l'est. Au niveau de la mer et dans la direction du zénith, la valeur de la masse d'air est égale à 1 par définition. Pour d'autres directions correspondant à une distance zénithale de moins de 60 à 70°, la masse d'air est approximée par la sécante de la distance zénithale. Par conséquent, les corps célestes vus près de l'horizon apparaissent moins brillants qu'au zénith.
La masse d'air est un paramètre important à prendre en compte lors d'observations astronomiques et dépendent de la couleur ou de la longueur d'onde considérée. Lorsque la masse d'air de l'étoile observée est importante (l'étoile est basse dans le ciel), la position apparente de l'étoile dans le bleu sera légèrement différente de celle dans le rouge.

## Origine de la notion de masse d'air
Pour un faisceau vertical la luminance au sol est donnée par :
{\displaystyle L(0)=L_{inc}e^{-\int _{0}^{\infty }\sigma \mathrm {d} h}}
où {\displaystyle \sigma } est le coefficient d'extinction totale et {\displaystyle L_{inc}} la luminance incidente. On peut faire apparaître l'opacité {\displaystyle \tau ={\frac {\sigma }{\rho }}} où {\displaystyle \rho } est la masse volumique. Cette quantité ne dépend que de la composition, on la supposera constante. Alors :
{\displaystyle L(0)=L_{inc}e^{-\tau \int _{0}^{\infty }\rho \mathrm {d} h}=L_{inc}e^{-\tau \,m}}
où {\displaystyle m} désigne la masse surfacique correspondante à la colonne d'atmosphère.
L'extinction au sol dépend de la masse surfacique de la colonne d'air {\displaystyle m}, terme abrégé en « masse d'air ».
Si l'observation est faite avec l'angle {\displaystyle \theta } par rapport à la direction zénithale il suffit de remplacer {\displaystyle m} par  {\displaystyle {\frac {m}{\cos \theta }}}.

## Usage
C'est un effet important lors d'études astrométriques, et lorsque la caméra de guidage du télescope observe dans une couleur, et que l'on veut placer la fente d'un spectrographe sur l'étoile. On va alors choisir de placer la fente sur le point tel que vu sur la caméra de guidage, alors que la lumière d'une autre longueur d'onde peut être sensiblement à côté. Dans ce cas, cette lumière n'entrera pas dans le spectrographe. Pour éviter cet effet, on place généralement la fente du spectrographe le long de l'angle paralactique. La qualité des images astronomiques prises par les astronomes dépend donc de la masse d'air. 